# ریورتون (یوتا)
ریورتون (به انگلیسی: Riverton) شهری در ایالت یوتا کشور ایالات متحده آمریکا است که جمعیت آن در سرشماری سال ۲۰۱۰ میلادی، ۳۸٬۷۵۳ نفر بوده‌است.